# Carl Barât
Carl Ashley Raphael Barât (ur. 6 czerwca 1978 w Basingstoke) – brytyjski muzyk i aktor. Założyciel, wokalista i gitarzysta zespołów The Libertines oraz Dirty Pretty Things, a także twórca założonej w 2004 grupy The Chavs. Obecnie artysta solowy.
Karierę muzyczną rozpoczynał w zespole The Libertines, który założył wspólnie z Pete’em Dohertym. Silna przyjaźń między nimi, która stała się obiektem zainteresowania mediów, była przepełniona chęcią zdominowania drugiej osoby z jednej strony oraz wzajemnym uwielbieniem z drugiej. Ich zespół wydał dwie wysoko ocenione płyty, jednak relacje między Carlem a uzależnionym od narkotyków Pete’em stały się jedną z przyczyn rozwiązania zespołu w 2004. Równocześnie w grudniu 2004 Barât wystąpił po raz pierwszy ze stworzonym przez siebie zespołem The Chavs, w którego skład weszli członkowie innych grup muzycznych: Tim Burgess (The Charlatans), Martin Duffy (Primal Scream) i Andy Burrows (Razorlight). Pierwszy występ miał miejsce w klubie „Tap 'n' Tin” w Chatham, jednak od tamtej pory nie ukazał się żaden album The Chavs.
W 2005 Carl sformował nowy zespół, Dirty Pretty Things. Pierwsza płyta grupy, Waterloo to Anywhere, została wysoko oceniona przez recenzentów takich gazet jak The Guardian czy Rolling Stone. Zapowiadany jako wielkie wydarzenie drugi album grupy nie został pozytywnie przyjęty i ze słabymi ocenami zniknął z UK Albums Chart pod dwóch tygodniach. W październiku 2008 członkowie Dirty Pretty Things ogłosili rozwiązanie zespołu.
Od czasu rozstania i związanego z nim rozwiązania The Libertines Carl pogodził się z Pete’em – wystąpili kilkakrotnie razem na scenie, razem także nagrywali. Obaj zapowiadają powrót zespołu, jednak data tego wydarzenia pozostaje bliżej nieokreślona. Obecnie Barât występuje solowo, współpracując z grupą Glasvegas.

## Dzieciństwo i młodość
Carl Barât urodził się w Basingstoke w Anglii, jednak większą część swojego dzieciństwa spędził w pobliskim Whitchurch w hrabstwie Hampshire. Wśród jego przodków znaleźć można Francuzów, Polaków i Rosjan. Jako dziecko dzielił czas między pobytami u matki i ojca, którzy byli rozwiedzeni. Jego ojciec pracował w fabryce broni, natomiast jego matka, Chrissie, żyła we wspólnocie propagującej pokój i ideę rozbrojenia nuklearnego, część swego dzieciństwa Carl spędził więc z matką w komunie w Somerset. Ma rodzoną siostrę, Lucie Barât – wokalistkę zespołu The Fay Wrays i aktorkę – oraz przyrodnie rodzeństwo: dwie siostry i trzech braci.
Barât odnosił sukcesy jako student, osiągając wysokie wyniki w nauce i uczestnicząc w konkursach wiedzy. W 1996, kiedy studiował na mieszczącym się w Egham wydziale dramatycznym Brunel University, zaprzyjaźnił się z Amy Jo Doherty. Dzięki niej poznał jej brata, Pete’a. Na początku Carl nie lubił go, ponieważ Peter miał w zwyczaju być grubiańskim i lekceważącym wobec innych. Jednakże wkrótce ich znajomość przerodziła się w intensywną przyjaźń. Obaj sformowali (z basistą Johnem Hassallem i perkusistą Garym Powellem) zespół The Libertines, gdzie dzielili między siebie obowiązki pisania i wykonywania utworów oraz grania na gitarach.

## Od założenia do rozpadu The Libertines
Pierwsza płyta zespołu The Libertines, Up the Bracket, została wydana w 2002 i zyskał duże uznanie. Zespół szybko zasłynął także dzięki występom scenicznym, które charakteryzowały się intensywnymi walkami o mikrofon i pojedynkami między Barâtem a Dohertym. Odbiło się to na ich przyjaźni, która stała się skrajnie dysfunkcyjna, przez dużą konkurencję między nimi, wzajemne znieważanie i pragnienie zapanowania nad drugą osobą. W 2003 uzależnienie Doherty’ego od heroiny i kraku sprawiło, że Barât zabronił mu uczestnictwa w następnej trasie koncertowej zespołu. Gdy Pete odkrył, że zespół wyleciał na występy do Japonii bez niego, włamał się do znajdującego się w Londynie mieszkania Carla i ukradł kilka przedmiotów, w tym starą gitarę i nagrodę magazynu New Musical Express. Został uznany winnym i skazany na sześć miesięcy więzienia. Wyrok skrócono później do dwóch miesięcy, w czasie których Barât i Doherty pogodzili się listownie. Carl ciepło powitał Pete’a z powrotem w zespole w dniu jego wyjścia z więzienia i 8 października 2003 zaimprowizowali występ w klubie „Tap 'n' Tin”. Wykonane podczas tego występu przez Rogera Sargenta zdjęcie, ozdobiło później drugi album The Libertines i znalazło się na okładce książki The Libertines: Bound Together autorstwa jego i Anthony’ego Thorntona.
W czerwcu 2004 Carl założył w Londynie klub pod nazwą „Dirty Pretty Things”, gdzie regularnie udzielał się jako DJ. Rozpoczął też z zespołem prace nad drugą płytą. Doherty był wciąż uzależniony od narkotyków, co nadwerężyło jego przyjaźń z Carlem. Podczas sesji nagraniowych konieczna była obecność ochroniarzy, przypuszczalnie aby zapobiec napaściom jednego na drugiego (aczkolwiek w książce The Libertines: Bound Together zostało to uznane za kaczkę dziennikarską) i by chronić Doherty’ego przed jego fanami. Przed premierą albumu przyjaźń między Carlem i Pete’em znów zbliżyła się do granic wytrzymałości. W efekcie ten drugi znów nie został dopuszczony do grania podczas koncertów pod warunkiem wyjścia z uzależnienia. Doherty nie przyjął dobrze postawionego przed nim wymogu, zwłaszcza że The Libertines kontynuowali trasę, aby wypełnić ustalenia kontraktu. Rozłąka, która miała trwać krótko, utrwaliła się, kiedy Doherty utworzył nowy zespół, Babyshambles. Ze względu na nieobecność Pete’a i problemy ze swoim zdrowiem, które sprawiły, że Carl na początku 2005 przeszedł operację, Barât zakończył działalność The Libertines w grudniu 2004.
Gdy w lutym 2005, gdy magazyn NME przyznał grupie The Libertines nagrodę dla najlepszego brytyjskiego zespołu, Barât wyraził swoje uznanie dla Pete’a podczas przemówienia po jej otrzymaniu. Kilka dni później ogłosił, że podpisał umowę z Vertigo Records jako artysta solowy. Pierwszym zleceniem, jakie przyjął następnie Carl, było nagranie partii wokalnych na singel duetu Client zatytułowany Pornography. Następnie stworzył własną kompilację utworów, które wywarły szczególny wpływ na jego twórczość. Została ona wydana w serii Under the Influence (ang. „pod wpływem”).
15 września 2005 pojawiła się informacja, że Barât formuje nowy zespół. Grupę mieli tworzyć grający z nim wcześniej w The Libertines Gary Powell i Anthony Rossomando oraz należący uprzednio do Cooper Temple Clause Didz Hammond. Nowa formacja została nazwana Dirty Pretty Things.

## Okres Dirty Pretty Things
Pierwsze koncerty nowa grupa Barâta wykonała w październiku 2005 we Włoszech i we Francji, przed rozpoczęciem nagrań debiutanckiego albumu w Los Angeles. Ten – zatytułowany Waterloo to Anywhere – miał premierę w Wielkiej Brytanii w maju 2006. Zamieszczone na stronie internetowej w formie filmu w formacie flash pierwsze nagrane w studio demo formacji, Bang Bang You’re Dead, stało się później singlem promującym debiutancką płytę grupy. Carl był wtedy z zespołem w trwającej od 26 lutego do 24 maja 2006 drugiej części brytyjskiej trasy koncertowej. W jej czasie, w wywiadzie udzielonym 16 kwietnia 2006, wyraził smutek z powodu uzależnienia Doherty’ego od narkotyków i stwierdził, że chciałby z nim jeszcze występować.
17 czerwca 2006 Barât znalazł się w szpitalu z powodu ostrego zapalenia trzustki i pozostał tam na obserwacji, przez co zespół musiał zrezygnować z występu charytatywnego w Londynie, który miał odbyć się w 20 czerwca. Po wyjściu ze szpitala powrócił do koncertowania z zespołem. Dirty Pretty Things wystąpili między innymi na Tajwanie, gdzie Barât złamał obojczyk, gdy wskakiwał dla zabawy na motocykl jednego z mieszkańców Tajpej. Ponieważ 8 sierpnia rozpoczynała się amerykańska trasa koncertowa, a Carl nie mógł grać na gitarze, zastąpił go w tym Josh Hubbard z zespołu The Paddingtons. Pragnienie Carla, by ponownie zagrać z Pete’em, urzeczywistniło się 12 kwietnia 2007, kiedy Doherty i Barât zagrali razem trzynaście utworów podczas drugiego „Wieczoru z Pete’em Dohertym” (ang. „An Evening with Pete Doherty”) w Londynie. Pod koniec koncertu wymienili się filcowymi kapeluszami. W sierpniu 2007 Carl i Pete ponownie współpracowali, nagrywając nową wersję A Day in the Life zespołu The Beatles z okazji 40. rocznicy wydania albumu Sgt. Pepper’s Lonely Hearts Club Band. Obaj uczestniczyli też w tworzeniu coveru utworu Janie Jones dla fundacji Strummerville, jednak nie spotkali się podczas nagrywania.
Zespół Dirty Pretty Things rozpoczął nagrania do kolejnego albumu studyjnego, jednak pojawiły się problemy z dokończeniem produkcji. Rozpoczęte w lecie 2007 prace, które miały zakończyć się we wrześniu, przeciągnęły się do czerwca 2008. Wydany ostatniego dnia owego miesiąca album, Romance at Short Notice, nie zyskał przychylności odbiorców i mimo dużej ilości koncertów znalazł się na 54. pozycji notowania UK Albums Chart, a po dwóch tygodniach z niego wypadł. Jeszcze w maju 2008 Barât stwierdził w wywiadzie, że spotkałby się z Dohertym, aby nagrać nową płytę, jednak dodał, że nie nastąpiłoby to prędko, ponieważ był zajęty pracą z Dirty Pretty Things. Wysoko ocenił jego przyjaźń i uznał, że rozpoczęcie na nowo współpracy z nim nie byłoby trudne, jednak powiedział, że nie mieli wtedy żadnych pewnych wspólnych planów. Z kolei w wywiadzie z lipca 2008 Barât stwierdził, że on i Doherty mają „niedokończone sprawy” (ang. „unfinished business”) i że brakuje mu występów z nim. Na pytanie o odtworzenie zespołu The Libertines odpowiedział, że jest to możliwe, ale nie pewne. Pojawił się jednak podczas jednego z solowych występów Pete’a, który odbywał się 17 września 2008 w jednym ze znajdujących się w londyńskiej dzielnicy Camden pubów, i gdy ten dobiegał końca, wskoczył na scenę i dołączył do Doherty’ego. Obaj wykonali kilka utworów z repertuaru The Libertines oraz piosenkę autorstwa zespołu Oasis, Don’t Look Back in Anger. Barât wyjawił też, że ma nowy tatuaż składający się ze słów „Let's put our futures behind us”, co mogłoby oznaczać możliwe wybaczenie i ponowną zgodę z Dohertym.
1 października 2008 Carl i pozostali członkowie Dirty Pretty Things ogłosili rozwiązanie zespołu. W oświadczeniu opublikowanym na oficjalnej stronie internetowej grupy Barât oznajmił, że w jego muzycznych planach nie ma miejsca dla zespołu The Libertines.
25 października 2008 miała miejsce premiera opowiadającego o życiu Joego Meeka filmu Telstar. Barât zagrał w nim piosenkarza, Gene’a Vincenta. Rozpoczął również występy jako artysta solowy z zespołem Glasvegas, supportując ich koncerty. Pojawił się z nimi między innymi w Los Angeles oraz w Edynburgu.

## Rok 2009
W lutym 2009 Pete Doherty w wywiadzie dla New Musical Express stwierdził, że jemu i Barâtowi zaoferowano dwa miliony funtów za ponowne sformowanie zespołu i zagranie na festiwalu Reading and Leeds, jednak Carl nie zgodził się na tę ofertę. W wywiadzie udzielonym 11 lutego 2009 dla 6. kanału radia BBC Barât przyznał, że niedawno się uwolnił i nie ma ochoty na zajmowanie się ponownym formowaniem zespołu. Równocześnie oznajmił, że przewiduje możliwość wydania solowego albumu. Natomiast we wspólnym wywiadzie, który został udzielony 25 lutego 2009 przez Barâta i Doherty’ego po rozdaniu nagród magazynu NME, Carl powiedział, że on i Pete wciąż są The Libertines. Natomiast Doherty stwierdził, że próbował przekonać go do odtworzenia zespołu i wymienił rok 2010 jako datę ponownego zejścia się The Libertines.
16 maja 2009 Carl Barât pojawił się na scenie „London Rhythm Factory” razem z Pete’em Dohertym i Garym Powellem (bez mieszkającego w Danii Johna Hassala) po raz pierwszy od rozpadu The Libertines w 2004. Zebrali się oni, by zagrać koncert w hołdzie dla organizatora ich koncertów, Johnny’ego Sedassy’ego. Ich występ, który został poprzedzony koncertem zespołu Babyshambles, składał się z sześciu utworów.